# Cetula
Cetula – wieś w Polsce, położona w województwie podkarpackim, w powiecie jarosławskim, w gminie Wiązownica.
W latach 1975–1998 miejscowość administracyjnie należała do województwa przemyskiego.

## Części wsi
| SIMC    | Nazwa         | Rodzaj     |
| ------- | ------------- | ---------- |
| 0612341 | Buczyna       | przysiółek |
| 0612312 | Na Górce      | część wsi  |
| 0612329 | Pod Pastwisko | część wsi  |
| 0612335 | Popod Las     | część wsi  |
| 0612358 | Skuratki      | przysiółek |

## Historia
Wieś wzmiankowana w regestrach poborowych, które zapisali poborcy podatkowi ziemi przemyskiej z 1589 roku. Wieś posiadała 5 łanów kmiecych, młyn o dwóch kamieniach, cerkiew, 6 ogrodników i 6 komorników biednych.
Wieś wzmiankowana w 1628, posiadła 4 łany. W 1674 roku wieś była wzmiankowana jako Radawa et Cetula, w której było 52 domy
W 1897 roku wybrano zwierzchność gminną, której naczelnikiem został Iwan Szabat. W 1902 roku, w 231 domach było 1257 mieszkańców. W 1921 roku w Cetuli było 188 domów. W 1945 roku na Ukrainę wysiedlono 494 osób z 116 domów.
W II Rzeczypospolitej wieś w powiecie jaworowskim województwa lwowskiego. W latach 1944–1946 nacjonaliści ukraińscy z OUN-UPA zamordowali tutaj  6 Polaków i 4 Ukraińców.

## Kościół
Cerkiew greckokatolicka.
Parochia w Cetuli powstała na jakiś czas przed 1589 rokiem, czyli po założeniu wsi. Ostatnia cerkiew drewniana pw. św. Michała Archanioła została zbudowana przed 1801 roku, a odnowiona i pobłogosławiona w 1859 roku. Do parochii należała też cerkiew w Radawie pw. św. Michała Archanioła, zbudowana i pobłogosławiona w 1868 roku. Cerkiew w Cetuli spłonęła podczas I wojny światowej. W 1920 roku zbudowano tymczasową kaplicę. W latach 1935–1939 zbudowano cerkiew murowaną.
Parochami w Cetuli byli: Aleksy Borowiec (zm. 23 listopada 1800), Daniel Maksymowicz, Michał Rejnarowicz, Jan Drzymalik, Antoni Petryszak (zm. 6 stycznia 1878), Józef Kordasiewicz (zm. 26 czerwca 1903), Józef Karanowicz (od 1904), Michał Tarnoszyn (od 1914), Lew Tychowski (od 1923), Iwan Bury (administrator od 1934).
Kościół rzymskokatolicki.
Po wysiedleniu grekokatolików, cerkiew była nieużywana. Dopiero w 1958 roku została przejęta przez parafię w Radawie, na kościół filialny pw. św. Antoniego Padewskiego.

## Oświata
Początki szkolnictwa parafialnego w Cetuli są datowane na początek XIX wieku, gdy przy cerkwi pw. św. Michała Archanioła powstała szkoła parafialna Schola parochialis.
W 1871 roku w Cetuli powstała szkoła trywialna, a jej pierwszym nauczycielem został Józef Smolnicki. Przydatnym źródłem archiwalnym do poznawanie historii szkolnictwa w Galicji są austriackie Szematyzmy Galicji i Lodomerii, które podają wykaz szkół ludowych, wraz z nazwiskami ich nauczycieli. W latach 1873–1874 szkoła była ludowa, a w latach 1874–1914 szkoła była 1-klasowa. W 1914 roku szkoła stała się 2-klasowa. Szkoły wiejskie początkowo były tylko męskie, a od 1895 roku zostały zmienione na "mieszane" (koedukacyjne). Od 1909 roku szkoła posiadała nauczycieli pomocniczych, którymi byli: Maria Kiczura (1909–1910), Kazimierz Chmaj (1910–1911), Emilia Buchtalerz (1912–1914?).
Nauczyciele kierujący i kierownicy
1871–1873. Józef Smolnicki.
1873–1876. Posada nieobsadzona.
1876–1879. Stanisław Krasicki.
1879–1880. Antoni Szwed.
1880–1881. Helena Praczyńska.
1881–1884. Antoni Stupnicki.
1884–1885. Jan Kmicikiewicz.
1885–1886. Posada opróżniona.
1886–1891. Stanisław Krasicki.
1891–1896. Henryk Friedmann.
1896–1897. Kazimiera Radzikowska.
1897–1898. Bogumiła Veitówna.
1898–1899. Jan Mila.
1899–1900. Władysław Górecki.
1900–1902. Józefa Płożyńska.
1902–1904. Michał Czura.
1904–1914(?). Włodzimierz Dorosz.
? – ?. Michał Hałań.